# Edna O'Brien
Edna O'Brien (15 de dezembro de 1930 – 27 de julho de 2024) foi uma romancista irlandesa cujas obras muitas vezes giram em torno dos sentimentos das mulheres, e seus problemas em relação com os homens e para a sociedade como um todo.

## Biografia
Edna O'Brien nasceu em Tuamgraney, Condado de Clare, na Irlanda, em 1930, um lugar que ela viria a descrever como "ardente", "fechado" e "catastrófico". De acordo com O'Brien, a mãe dela era uma forte e controladora mulher que tinha emigrado temporariamente para a América, e trabalhou durante algum tempo como uma empregada em Brooklyn, Nova Iorque, para uma família irlandesa-americana antes de retornar à Irlanda para criar uma família.
Ela publicou seu primeiro livro, Country Girls, em 1960. Esta foi a primeira parte de uma trilogia de romances (posteriormente recolhidos como Trilogia The Country Girls), que incluiu também A Lonely Girl (1962) e Girls in Their Married Bliss (1964). Pouco depois de sua publicação, esses livros foram proibidos na Irlanda, devido à sua franqueza nos retratos da vida sexual de seus personagens.
Outras obras notáveis foram uma biografia de James Joyce, publicado em 1999, e uma biografia do poeta Lord Byron, "Byron in Love", publicado em 2009.
A autora ficou mais conhecida no Brasil ao alegar que Chico Buarque é uma fraude. Esse caso chegou ao conhecimento do público ao ser redigido pelo colunista Diogo Mainardi.
Morreu em 27 de julho de 2024, aos 93 anos.

## Obras
- Raparigas da província - no original The country girls (1960);
- Mother Ireland (1976)
- Byron e o amor - no original Byron in love (2009);
- James Joyce